# Christian Kayssler
Christian Friedrich Kayssler, psaný také jako Kayßler, (14. července 1898, Breslau – 18. března 1944, Berlín) byl německý divadelní a filmový herec. 

## Život
Byl synem herce Friedricha Kaysslera a Luise Wilke. Jeho nevlastní matkou se v roce 1905 stala herečka Helene Fehdmer, kterou si jeho otec vzal za ženu. Herectví se učil u svého otce. Divadelní kariéru zahájil krátce po skončení 1. světové války v divadle Münchner Kammerspiele v Mnichově, které v té době vedl Otto Falckenberg. Pozdéji odjel do Vídně, následně Stuttgartu, odkud přešel do Deutsches Theater Berlin. V roce 1937 účinkoval v berlínském Volksbühne ve hře Gerharta Hauptmanna Rose Bernd, o rok později ve Vilému Tellovi od Friedricha Schillera či ve hře Agnes Bernauer od Christiana Friedricha Hebbela. 
Během válečného období byl Kayssler opakovaně angažovaný v propagandistických filmech, kde hrál obyčejné vojáky či důstojníky. Účinkoval ve 13 filmech. 
Kayssler byl dvakrát ženatý. První manželkou byla spisovatelka knih pro děti Anne Kayssler-Beblo (1903–1965), měli spolu dceru Christine (1923-2010), která se rovněž stala herečkou. V prosinci 1932 si Kayssler vzal rakouskou herečku Milu Kopp. Měli spolu dvě děti, Marii (* 1934) a Martina (* 1939) kteří se stali také herci.
Zemřel na tuberkulózu 18. března 1944 v nemocnici Charité v Berlíně. Jeho hrob se nachází na hřbitově Friedhof am Perlacher Forst v Mnichově.

## Filmografie
- 1934: Der alte und der junge König
- 1937: Pan
- 1937: Unternehmen Michael
- 1939: Ziel in den Wolken
- 1939: Drei Unteroffiziere
- 1939: D III 88
- 1939: Dein Leben gehört mir
- 1940: Achtung! Feind hört mit!
- 1941: Kampfgeschwader Lützow
- 1941: Ich klage an
- 1942: Schicksal
- 1942: Andreas Schlüter
- 1942: Die Entlassung